# سلفی با دموکراسی
سلفی با دموکراسی فیلمی به کارگردانی و تهیه‌کنندگی علی عطشانی و نویسندگی مسعود احمدیان و امیر علی احمدیان محصول سال ۱۳۹۸ است.

## بازیگران
| بازیگر          | نقش          |
| --------------- | ------------ |
| پژمان بازغی     | خضوعی        |
| پولاد کیمیایی   | خشوعی        |
| کوروش تهامی     | استاد سرسجود |
| آتیلا پسیانی    | امیر ستوده   |
| سیما تیرانداز   |              |
| قاسم زارع       |              |
| نیما شاهرخ شاهی |              |
| مهدی صبایی      |              |
| دنیا مدنی       |              |
| امیرعباس گلاب   |              |

## داستان فیلم
«سلفی با دموکراسی» داستانی ماورائی دارد و روایت متفاوتی است از کسانی که در جنگ ایران و عراق حضور داشته‌اند و داستان آن تقریباً در ادامه داستان فیلم «دموکراسی تو روز روشن» اتفاق می‌افتد